# Кастеллано и Пиполо
Кастелла́но и Пи́поло (итал. Castellano e Pipolo) — творческий дуэт итальянских режиссёров и сценаристов-комедиографов: Франко Кастеллано (итал. Franco Castellano; 20 июня 1925, Рим — 28 декабря 1999, Рим) и Джузеппе Мочча (Пиполо) (итал. Giuseppe Moccia; 22 июня 1933, Витербо — 20 августа 2006, Рим).

## История
Франко Кастеллано и Джузеппе Мочча познакомились во второй половине 1950-х годов во время работы в редакции популярной в то время в Италии сатирической газеты «Марк Аурелио», где они рисовали юмористические карикатуры (в редакции этой же газеты среди прочих произошла встреча Федерико Феллини и Этторе Скола). Знакомство стало началом крепкой дружбы и творческого партнерства, которое продлилось более 40 лет. Они дебютировали в кино в конце 50-х—начале 60-х годов XX века с различными сюжетами и сценариями, среди которых такие фильмы как «Тототруффа 62» с Тото, «Федерал» и «Безумное желание» с Уго Тоньяцци, а также писали сценарии для различных развлекательных передач итальянского телевидения.
В конце 1970-х годов они временно отказались от телевидения, чтобы вернуться в кино, на этот раз также в качестве режиссёров, и сняли несколько коммерчески успешных фильмов, таких как «Укрощение строптивого», «Безумно влюбленный», «Бархатные ручки», «Гранд Отель Эксельсиор», широко известных также и на постсоветском пространстве.
В середине 1980-х годов они вернулись на телевидение, создавали программу «Фантастика» Адриано Челентано.
За свою карьеру они написали сценарии для почти ста фильмов, двадцать из которых сняли в качестве режиссёров (за исключением последнего фильма Пиполо, «Панарея»), а также тексты для многих телешоу и даже песен, таких как «La notte è piccolo». «Над всеми своими фильмами они работали вдвоём, но по очереди. Один день режиссировал Кастеллано, на следующий день Пиполо и так далее. Разные требования режиссёров часто дезориентировали актёров» (актёр Анджело Инфанти о режиссёрах).
Зрителям из России и постсоветского пространства они также известны тем, что совместно с Эмилем Брагинским и Эльдаром Рязановым написали сценарий для советско-итальянского фильма «Невероятные приключения итальянцев в России», который Рязанов поставил в 1973 году.

## Фильмография

### Режиссёры и сценаристы
- У марсиан 12 рук (1964)
- Дядя Адольф по прозвищу Фюрер (1978)
- Суббота, воскресенье и пятница, эпизод «Пятница» (1979)
- Бархатные ручки (1979)
- Укрощение строптивого (1980)
- Моя жена — колдунья (1980)
- Туз (1981)
- Безумно влюблённый (1981)
- Гранд Отель Эксельсиор (1982)
- Атилла, бич Божий (1982)
- Особые приметы: неотразимый красавчик (1983)
- Деревенщина (1984)
- Колледж (1984)
- Приходит мой брат (1985)
- Универмаг (1986)
- Ворчун (1986)
- Жена у меня - бестия (1988)
- Осторожно, перестройка (1990)
- Сен-Тропе, Сен-Тропе (1992)
- Он покалечил нам папу (1993)

### Сценаристы
Рядом с названием фильма указано имя режиссёра.
- Marinai, donne e guai, Джорджо Симонелли (1958)
- Perfide ma… belle, Джорджо Симонелли (1958)
- Tipi da spiaggia, Марио Маттоли (1959)
- Il nemico di mia moglie, Джанни Пуччини (1959)
- Guardatele ma non toccatele, Марио Маттоли (1959)
- Quel tesoro di papà, Марино Джиролами (1959)
- Tu che ne dici?, Сильвио Амадио (1960)
- Signori si nasce, Марио Маттоли (1960)
- I baccanali di Tiberio, Джорджо Симонелли (1960)
- Noi siamo due evasi, Джорджо Симонелли (1960)
- Totò, Fabrizi e i giovani d’oggi, Марио Маттоли (1960)
- Caccia al marito, Марино Джиролами (1960)
- Meravigliosa, Карлос Аревало и Сиро Марчеллини (1960)
- Totòtruffa 62, Камилло Мастрочинкве (1961)
- Pugni pupe e marinai, Даниеле Д'Анца (1961)
- La ragazza sotto il lenzuolo, Марино Джиролами (1961)
- Cacciatori di dote, Марио Амендола (1961)
- Il federale, Лучиано Сальче (1961)
- Totò di notte n. 1, Марио Амендола (1962)
- La voglia matta, Лучиано Сальче (1962)
- I tre nemici, Джорджо Симонелли (1962)
- Diciottenni al sole, Камилло Мастрочинкве (1962)
- 5 marines per 100 ragazze, Марио Маттоли (1962)
- I tromboni di Fra' Diavolo, Джорджо Симонелли и Мигель Льюч (1962)
- I motorizzati, Камилло Мастрочинкве (1962)
- Le monachine, Лучиано Сальче (1963)
- I 4 tassisti, Джорджо Бьянки (1963)
- Il giovedì, Дино Ризи (1963)
- Le ore dell’amore, Лучиано Сальче (1963)
- Obiettivo ragazze, Марио Маттоли (1963)
- Gli imbroglioni, Лучо Фульчи (1963)
- Extraconiugale, эпизод «La doccia» Массимо Франчоза и «La moglie svedese» Джулиано Монтальдо (1964)
- I maniaci, Лучо Фульчи (1964)
- I due pericoli pubblici, Лучо Фульчи (1964)
- Soldati e caporali, Марио Амендола (1965)
- Сегодня, завтра, послезавтра, эпизод «La moglie bionda», Лучиано Сальче (1965)
- I soldi, Джанни Пуччини (1965)
- Slalom, Лучиано Сальче (1965)
- Le sedicenni, Луиджи Петрини (1965)
- Due marines e un generale, Луиджи Скаттини (1966)
- Le spie vengono dal semifreddo, Марио Бава (1966)
- Come imparai ad amare le donne, Лучиано Сальче (1966)
- Arrriva Dorellik, Стено (1967)
- La feldmarescialla, Стено (1967)
- Io non scappo… fuggo, Франко Проспери (1970)
- Il furto è l’anima del commercio!?…, Бруно Корбуччи (1971)
- Io non spezzo… rompo, Бруно Корбуччи (1971)
- Il sindacalista, Лучиано Сальче (1972)
- La vita, a volte, è molto dura, vero Provvidenza?, Джулио Петрони (1972)
- Il prode Anselmo e il suo scudiero, Бруно Корбуччи (1972)
- Эмигрант, Паскуале Феста-Кампаниле (1973)
- Un ufficiale non si arrende mai nemmeno di fronte all’evidenza, firmato Colonnello Buttiglione, Мино Гуэррини (1973)
- Il Colonnello Buttiglione diventa generale, Мино Гуэррини (1973)
- Ci risiamo, vero Provvidenza?, Альберто Де Мартино (1973)
- Professore venga accompagnato dai suoi genitori, Мино Гуэррини (1974)
- Brigitte, Laura, Ursula, Monica, Raquel, Litz, Maria, Florinda, Barbara, Claudia e Sofia, le chiamo tutte «anima mia», Мауро Ивальди (1974)
- Невероятные приключения итальянцев в России, режиссёры Франко Проспери и Эльдар Рязанов (1974)
- Под каким ты знаком?, Серджо Корбуччи (1975)
- Buttiglione diventa capo del servizio segreto, Мино Гуэррини (1975)
- Vinella e Don Pezzotta, Мино Гуэррини (1976)
- Dimmi che fai tutto per me, Паскуале Феста-Кампаниле (1976)
- Il soldato di ventura, Паскуале Феста-Кампаниле (1976)
- San Pasquale Baylonne protettore delle donne, Луиджи Филиппо Д'Амико (1976)
- Basta che non si sappia in giro, эпизод «L’equivoco», Луиджи Коменчини (1976)
- Синьор Робинзон, Серджио Корбуччи (1976)
- Il… Belpaese, Лучиано Сальче (1977)
- Три тигра против трёх тигров, Стено и Серджио Корбуччи (1977)
- Per vivere meglio divertitevi con noi, Флавио Могерини (1978)
- Io tigro, tu tigri, egli tigra, regia di Ренато Подзетто и Джорджо Капитани (1978)
- Доктор Джекилл и милая дама, Стено (1979)
- Сахар, мёд и перчик, Серджо Мартино (1980)
- Ricchi, ricchissimi… praticamente in mutande, Серджо Мартино (1982)
- Scuola di ladri, Нери Паренти (1986)
- Scuola di ladri — Parte seconda, Нери Паренти (1987)
- Abbronzatissimi, Бруно Габурро (1991)
- Panarea, сам Пиполо (1996)
- Cucciolo, Нери Паренти (1998)